# Fasolka po bretońsku

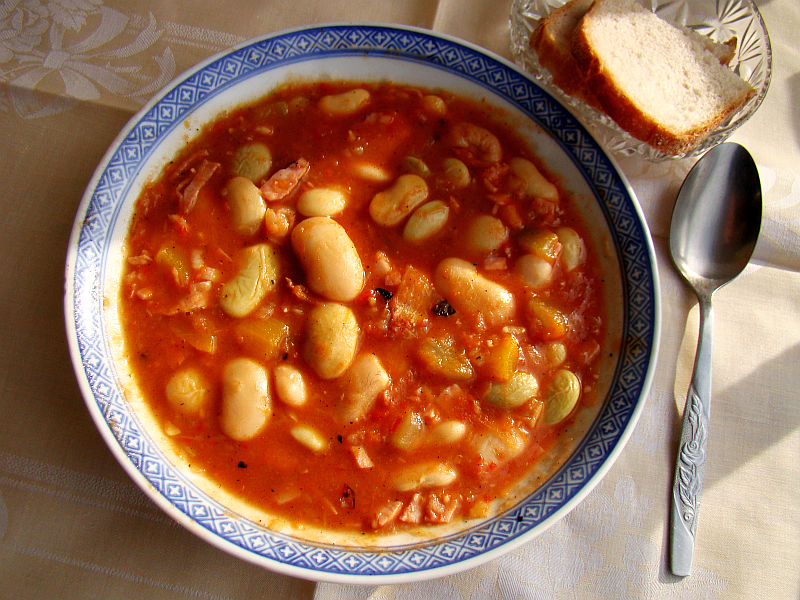
Gotowa do spożycia fasolka po bretońsku.

Fasolka po bretońsku – danie, które zawiera fasolę gotowaną lub duszoną z sosem pomidorowym, wraz z dodatkami. Jest to jedno z najbardziej popularnych dań w kuchni polskiej.

## Podobne dania
- w Wielkiej Brytanii – baked beans
- we Francji – cocos de Paimpol à la bretonne